# Tembe Elephant Park
Der Tembe Elephant Park ist ein im Nordosten Südafrikas gelegenes Wildreservat. Seine Größe beträgt 300 Quadratkilometer.

## Geschichte
Das Schutzgebiet wurde 1983 vom König der Tembe, Chief Msimba Tembe, gegründet, weshalb die hier lebenden Elefanten als „Königselefanten“ bezeichnet werden. Aktuell wird der Park vom heutigen Chief der Tembe-Gemeinschaft, Inkosi Israel Tembe, gemeinsam mit der staatlichen Naturschutzbehörde verwaltet.

## Flora und Fauna
Neben Elefanten findet man Nashörner, Büffel und Leoparden, aber auch Giraffen, Zebras, Warzenschweine und viele Antilopenarten. Durch die im Juni 2002 erfolgte Wiederansiedlung von Löwen durch den regierenden König ist der Tembe Elephant Park nun ein vollwertiges Big Five-Reservat.

## Trivia

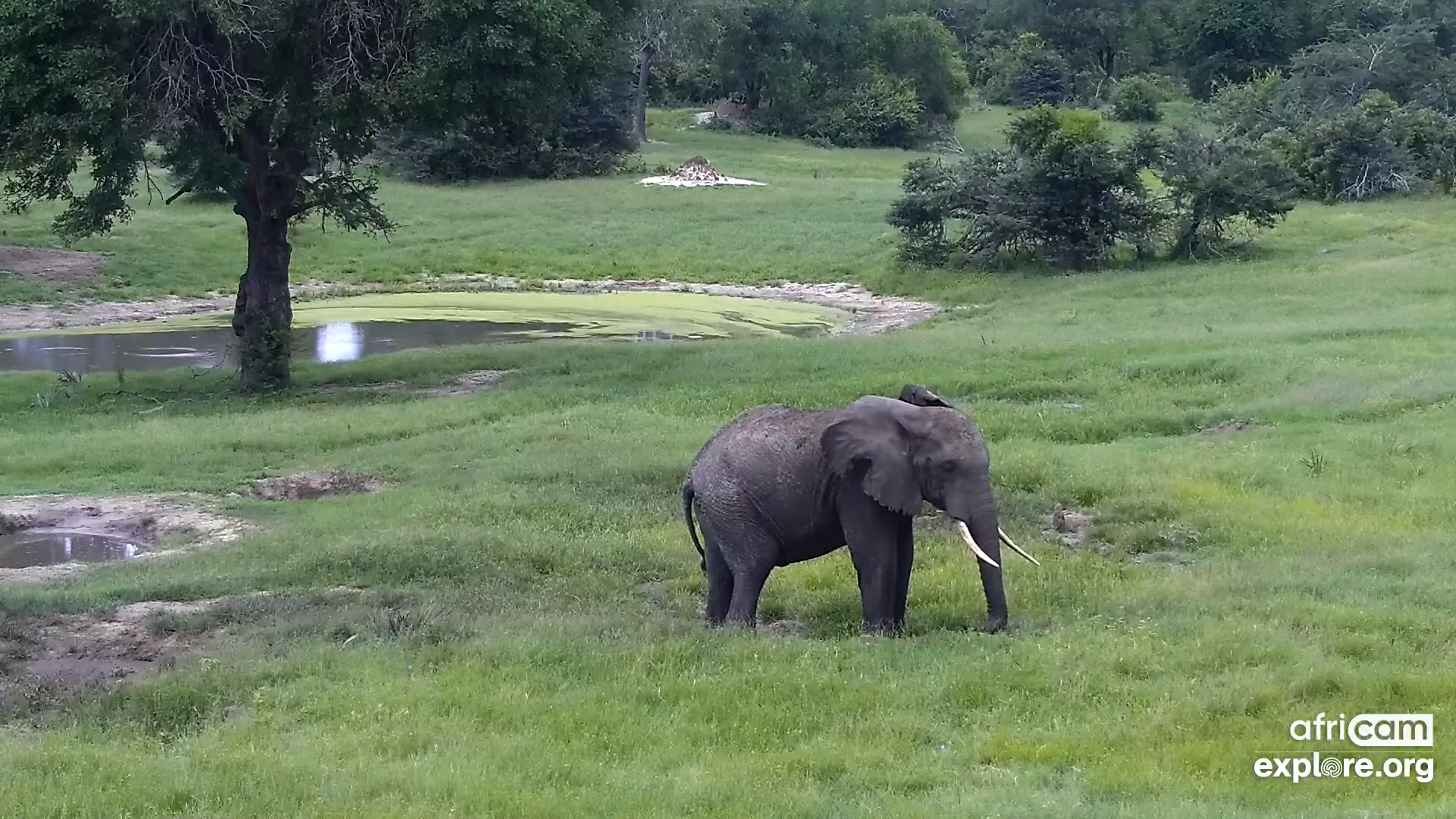
Screenshot der Webcam am Mahlasela-Wasserloch

Am Wasserloch Mahlasela Pan befindet sich eine Webcam mit Livevideo, die von explore.org verwaltet wird und von Freiwilligen geschwenkt und gezoomt wird.